# 少女義経伝
『少女義経伝』（しょうじょよしつねでん）は2003年9月18日にWellMADE（角川書店）から発売されたPlayStation 2用恋愛シミュレーションアドベンチャーゲーム。

## 概要
「源義経が実は少女だった」という新しい切り口（ただし、義経が弁慶と出会って一戦交えたときに女装していたというエピソードはある）で義経伝説を構築し、この意外性を基にしたストーリーを展開させている。史実とはかけ離れた設定であるが、作品中に「義経歴史講座」というミニコーナーを設けることでフォローが行われている。
2005年6月9日には廉価版の『少女義経伝 WellMADE THE BEST』、続編として『少女義経伝・弐 〜刻を超える契り〜』が発売された。

## ストーリー
平凡な高校2年生の主人公は修学旅行で京都を訪れていた。ある夜、同室の友人とのゲームに負け、罰ゲームとして女子の入浴を覗き見する羽目になってしまう。目を閉じて覗いたふりをして罰ゲームを済ませようとするが、監視役の先生に見つかった弾みでよじ登っていた間仕切りから誤って女風呂へ落下し、その瞬間、眩しい光に包まれる。
湯船から顔を出すと、目の前には見知らぬ少女が。悲鳴を上げる少女・九羅香。状況が飲み込めないまま主人公は逃げ出すが、九羅香は刀を持って追いかけてくる。なんとか振り切り、命からがら逃げ出した主人公だったが、今度は2人組の屈強な男が現れ、主人公を力ずくで連れて行こうとする。
窮地に陥った主人公を救ったのは九羅香と1人の山伏だった。山伏の名はなんと武蔵坊弁慶。あの有名な義経の側近の1人である。この時、自分が歴史を遡り、平安末期へタイムスリップしたことに気づく主人公。しかし弁慶は戦闘で主人公をかばって瀕死の重傷を負ってしまい、主人公に対し、自分の名を継いで九羅香を守って欲しいと託して落命してしまう。
成り行きで武蔵坊弁慶を名乗ることになった主人公は、九羅香やその仲間たちと共に流転する運命に巻き込まれ、翻弄されていく。やがて自分がこの時代に来た理由と果たすべき役目を知るが……。

## システム
本作は章立ての構成になっており、さらに各章は以下の流れで進行する。
アドベンチャーパート
一般的なアドベンチャーゲーム同様に、文章を読み進めつつ選択肢で展開を決定する。
戦略パート
プレイヤーと敵のターンを交互に繰り返す戦略シミュレーション。各キャラクターを操作してマス目で仕切られた戦場を侵攻していき、制限ターン内に敵本陣を攻略できれば勝利。制限ターンが経過するか、敵である妖魔が自軍本陣に到達するとゲームオーバーとなる。
戦闘
妖魔の撃退を試みたり、敵本陣に到達すると戦闘となる。コマンド選択式のコンピュータRPG風の画面になり、敏捷性の数値によって行動順が決まる擬似リアルタイム制で展開する。また、主人公・ヒロイン・敵キャラクターはそれぞれが五行に基づいた属性を有しており、どの属性にどの属性の攻撃を仕掛けるかによって攻撃を加えた際のダメージの数値が大きく変わってくる。そのため、相手の弱点を突く攻撃が勝利への重要なポイントになる。
デートイベント
各章の終わりに、最も仲のよいヒロインから遊びに誘われる。
アドベンチャーパートでの選択や、戦略パートで行動を共にすることによって主人公とヒロインの仲が深まり、それによってエンディングが分岐する。

## 登場人物

### 主人公とその仲間
主人公
声 - 下野紘
本作の主人公。修学旅行で京都にやってきた、身長180cmを超える長身の高校2年生（平安時代の基準では際だった巨漢であり、敦盛も「類まれな巨体」と評している）。罰ゲームを行っている途中で何故か平安末期にタイムスリップしてしまい、武蔵坊弁慶を名乗って平家と戦う羽目になる。優柔不断で状況に流されやすい性格だったが、九羅香たちとの関わりを経て人間的に成長していく。体格に比例して腕力も強いようで、ゲームではAT（攻撃力）が非常に上がりやすい。反面WIS（知力）が上がりにくく、SP（敏捷性）もやや上がりにくい。名前はプレイヤーが設定可能だが、ゲーム中はほぼ全編を通じて弁慶と呼ばれており、公式の名称も平安時代で名乗ることになる「武蔵坊弁慶」となっている。小説版での本名は武蔵（たけくら）。
源 九羅香（みなもとの くらか）
声 - 山本麻里安
源氏の棟梁である源頼朝の妹。父である源義朝の仇である平家の討伐が宿願。普段は男装して義経を名乗っており、女性であることを知っているのは仲間を除けば頼朝くらいしかいない。何事においても前向きで行動的な性格。好奇心旺盛で、面白そうだと思った事には何にでも首を突っ込んで周囲を引っ張りまわす。特に親しい相手には感情を隠さず、非常に人懐っこい。また、肉親と離れて育ったためか家族の愛情に飢えており、頼朝から自分がどう思われているかをひどく気にする傾向がある。ゲームでは全ての能力がバランス良く上がりやすい。
佐藤 紅葉（さとう もみじ）
声 - 中原麻衣
奥州藤原氏に仕える武家の出身。女性だが、九羅香と同様に男装して佐藤継信と名乗っている。九羅香とは共に武芸の修行を積んだ幼馴染みで、主従の立場を越えた友人。控えめで健気、おしとやかな性格だが、生真面目で意志が強く、頑固な面もある。義経の副官的な立場にいるためか、常に先のことを考えてしまい、心配性な一面を見せることもある。また、困っている人を助けずにいられない心優しい性格で、義経軍に加わって得たわずかな報酬を投げ打って戦災者の救済にあたっている。誰にも明かしていないが、その身に病を抱えている。ゲームではDF（防御力）が上がりやすい反面、ATとSPが上がりにくい。
静（しずか）
声 - 那須めぐみ
浅黒い肌の異国風美人で、宋からの貿易船に紛れこんでいた密航者の子供。自分の故郷を一切知らないまま磯禅師に育てられた。過去に平家の庇護を受けていたこともあり、平知盛とは浅からぬ関係だったようである。異色の白拍子・舞の名人として都でも名の知れた存在であり、敬意をもって「静御前」と呼ばれることが多い。かなりの天然ボケが入った性格で、常に穏やかな笑みを絶やさないが時々鋭いことを言うこともある。兵法に通じているらしく、九羅香の良き軍師役になっているなど、すべきことはきっちりとこなしている。ゲームではイベントの都合上戦線を離脱する期間が他のヒロインより長く、成長が遅くなりがちである（プレイヤーの選択次第で、長期離脱するのは与一になる場合もあり）。また、WISが上がりやすい反面、ATとDFが上がりにくくなっている。
伊勢 玲奈（いせ れいな）
声 - 釘宮理恵
伊勢の街道の周囲を根城にする義賊の頭目を自称しているが、実際は伊勢忍軍の当主の一人娘。史実の義経四天王伊勢義盛に相当するが、その当人というわけではない。源氏軍の一員ではなく、義経の従者扱いのため男装はしていない。身のこなしが軽くボーイッシュな少女だが、静の立ち居振る舞いに憧れるなど、女らしくありたいと望んでいる面もある。目端の利くしっかり者な一方で口うるさく生意気な性格。何かと言うとすぐに批判めいたこと（というより文句）ばかり口にするが、本人には特に悪気はない。攻撃的な反面受け身にまわると弱く、思っていることがすぐ顔に出てしまう。感情豊かで、怒ったり泣いたりと忙しい。ゲームではSPが上がりやすい反面、WISが上がりにくい。
那須 与一（なすの よいち）
声 - 浅野真澄
東国武士である那須家の十一女で、常に眼鏡をかけている。弓の名手として奥州に名を轟かせていた。九羅香とは奥州にいた頃に知り合った強い信頼関係で結ばれた友人で、彼女の挙兵と共に京都にやってきて味方に加わった。弓の名手だが、眼鏡をかけていないと集中することができず、まともに射ることが出来ない。口数の少ないクールな性格で、謎めいた雰囲気が漂いほとんど笑顔を見せない。冷静さを失うことはほとんど無く、目の前の事実を見て客観的に判断するタイプで、期待や願望ばかりを抱く現実逃避型の人間には辛辣な言葉を浴びせる。ただし、周囲に対して冷淡というわけではなく、自分の幸せより家とそれに連なる人々の幸せを優先するなどの周囲を思いやる気持ちも持っている。ゲームではATが上がりやすい反面、DFとWISが上がりにくくなっている。

### 平家
平 知盛（たいらの とももり）
声 - 室園丈裕
平清盛の四男。兄の平宗盛（本作には一切登場しない）に代わって指揮を執る平家の事実上の総大将で、平家軍きっての知将。観月の霊力を利用して、平家の勢力回復を狙っている。本来は戦いを嫌う優しい性格だが、立場上冷酷であるよう努めている。目的のためならば犠牲を厭わないが、その対象には自分自身も含まれている。平家が勢力を回復することで、争乱のない世が訪れることを願っている。また、過去に面識があった静を気にかけている。
平 敦盛（たいらの あつもり）
声 - 平田宏美
清盛の甥。知盛の従兄弟で、中性的な美しい容姿をした謎めいた青年。武将としての能力はなかなかのものだが、文才も合わせ持ち、史実同様に笛の名手でもある（本作でも笛を大切にしている様子が見られる）。常に飄々としており、不気味な笑みと皮肉を絶やさない。また、自分と反りが合わない者に対しては非常に冷淡。目的のためには手段を選ばず、謀略で相手を陥れる事を好み、騙し討ちなども平気で行う。
平 教経（たいらの のりつね）
声 - 藤原満
清盛の甥。知盛・敦盛の従兄弟にあたる。怪力無双で猛将と名高い、平家最強の武将。個人の勇を頼みすぎる傾向があるが、一騎討ちが当たり前のこの時代では彼一人の力で局面を変えることも可能である。慎重でいるより大胆であることを好み、理性より感情を優先させる豪快な人物。細かい事は全て知盛に任せて強者と戦うことを生き甲斐にしており、そのため体格・膂力で自分と互角に渡り合える主人公を好敵手と認めて一目置いている。平家物語では弓の達人として高名だが、本作では弓を使用する場面は皆無で棘の付いた鉄棒を振るって戦うのが常のようである。
廉也（れんや）
声 - 石井一貴
元は戦いで両親を失った戦災孤児。平家に拾われ、観月の遊び相手として兄妹のように育つが、長じてからは忠実な下僕としての立場で常に傍にいる。彼にとって第一は観月・第二は平家。この二つのものを守るために己の身を捧げると誓った、守りたいものの為に戦う少年。普段は戦いより学問の似合いそうな穏やかな少年だが、観月の事になると我を忘れてしまう。戦いを嫌う優しい心も持っているが、それは自分の弱さのあらわれと考えている。細身だがその肉体は鍛え上げられており、外見からは想像もつかないほどのパワーを持っている。足も速く、馬に乗るよりも自分の足で走るのを好む。
平 観月（たいらの みつき）
声 - 斎藤千和
清盛の孫。生後間もなく並外れた霊力が宿るような術を施され、それと引き換えに視力を失っている。特殊な術である「人寄せの術」を使うことができ、これが物語の根幹を左右するものとなる。物静かで落ち着きがあり、妙に大人びている。目が見えないという自らの境遇や、平家を再興するためのものとしての運命を特別不幸なことだとは思っておらず、全てを受け入れた上で自分にできることを模索している。平家一門であることに誇りをもっているが、必要以上に傲慢になることはなく、ごく自然に支配する側の人間として振る舞うことのできる生まれながらの姫君。

### その他の人物
巴（ともえ）
声 - 若林直美
木曽義仲（本作には名前しか登場せず、紅葉（継信）に討ち取られたことが語られるのみである）の特別な仲間で、女丈夫として知られている女性。宇治川の戦いで九羅香たちと争い、その後幾度と無く出会うことで次第に九羅香と共感するものを得るようになる。「日の本一の美人」と自分を評するなど、自分の美貌に絶対の自信を持っている。
源 範頼（みなもとの のりより）
声 - 岡崎雅紘
頼朝の弟で九羅香の兄。平家追討軍の総大将。気弱で凡庸だが人の善い人物。九羅香が兄や景時に嫌われているらしいと察し、同情的に接する。多少の便宜を図ってくれるような場面もあるが、重要な場面では景時に押し切られてしまうことも多いようである。
梶原 景時（かじわら かげとき）
声 - 河相智哉
以前は平家に属していたが、頼朝の危機を救ったことで信任を得て源氏側に鞍替えした。義経の軍監として追討軍に加わるが、かなり陰険で自己中心的な性格のため、周囲には好かれていない。特に義経（九羅香）を嫌っており、軍の集合時刻をわざと遅らせて報告したり与一に那須家の事で脅しをかけたりと、色々と周囲に迷惑をかける人物。
武蔵坊 弁慶（むさしぼう べんけい）
声 - 室園丈裕
かつて五条大橋を通る者に勝負を仕掛け、刀を奪っていた山伏。最後の一振りと決めていた晩に九羅香に敗れ、忠誠を誓う。その後、やはり同じ五条大橋で、平家に追われていた主人公と共にいた九羅香に再会するが、廉也の攻撃から主人公をかばって致命傷を負い、後事と薙刀と弁慶の名を主人公に託して死亡した。
鈴木（すずき）
声 - 鈴木達央
主人公の友人の、背が高い方。
鎌田（かまた）
声 - 渡邊龍真
主人公の友人の、眼鏡をかけている方。2人してトランプゲームで負けた主人公を、罰ゲームとして女風呂のぞきに送り込む。
先生
声 - 若林直美
美人だが性格のきつい女性教師。なぜか巴御前に雰囲気が似ている。

## スタッフ
- 企画原案 : エイムス
- 開発 : ブリッジ
- キャラクターデザイン : moo
- シナリオ : 栗原秀和、春日直登
- 音楽 : 林克洋、並木晃一、林康、畑亜貴、浅乃一、勝浦剛、六九家裕光

## 主題歌
オープニング 「Never change」
作詞：藤岡麻美 / 作曲・編曲：小西貴雄 / 歌：藤岡麻美
エンディング 「SECONDARY」
作詞・作曲：CAROW / 編曲：KOSEIm / 歌：CAROW

## 関連商品

### CD
- 少女義経伝 オリジナルサウンドトラック
- CDアルバム「Departure」 （Never change収録）
- CDアルバム「First Sense」 （SECONDARY収録）

### 関連書籍
- 少女義経伝 公式攻略&ビジュアルコレクション（メディアワークス）
- 小説『少女義経伝』（日暮茶坊 / ジャイブ）